# Fiodor Bondartchouk
 (janvier 2012).
Si vous disposez d'ouvrages ou d'articles de référence ou si vous connaissez des sites web de qualité traitant du thème abordé ici, merci de compléter l'article en donnant les références utiles à sa vérifiabilité et en les liant à la section « Notes et références ».
Pour les articles homonymes, voir Bondartchouk.
Fiodor Sergueïevitch Bondartchouk (en russe : Фёдор Сергеевич Бондарчук), né le 9 mai 1967 à Moscou (alors en URSS) est un acteur, scénariste, réalisateur et producteur de films soviétique puis russe. Il est le fils de Sergueï Bondartchouk et de l'actrice Irina Skobtseva, le frère d'Elena Bondartchouk et le demi-frère de Natalia Bondartchouk.
Il remporte l'Aigle d'or pour Le 9e escadron au Festival de Moscou, en 2005.

## Biographie
Fiodor Bondartchouk apparaît pour la première fois à l'écran en 1986, dans la fiction historique Boris Godounov réalisée par son père Sergueï Bondartchouk. Il y joue le rôle de Fédor Ier.
En 1987, alors qu'il est étudiant à VGIK, il participe au tournage de Stalingrad de son professeur Iouri Ozerov, sorti en 1990. Toujours pendant ses études, il joue un jeune appelé de l'armée soviétique qui commet une désertion ne supportant plus la dedovchtchina, dans le court métrage d'études de son camarade de VGIK Tigrane Keossaïane (en) La Rive ensoleillée. En 1992, il apparait dans deux films d'Ivan Okhlobystin, Les Démons et L'Arbitre.
Il se lance dans la production de clips en 1990 avec le clip du single Adieu, maman du groupe Moral Code X (en). Par la suite plusieurs chanteurs font appel à son expérience, parmi eux Boris Grebenchtchikov, Alla Pougatcheva, Kristina Orbakaitė, Valery Meladze, Philipp Kirkorov. Avec Stepan Mikhalkov, il fonde en 1991, la première société russe de production des videoclips Art Pictures Group. En 1993, on lui décerne le prix Ovation pour son travail dans le domaine de la vidéo musicale.
En 1993, Fiodor Bondartchouk est de nouveau engagé comme acteur par son ancien professeur Youri Ozerov dans Les Anges de la Mort consacré au 50e anniversaire de la bataille de Stalingrad. La même année Bondartchouk fait ses débuts en tant que réalisateur, avec le film J'aime, qui met en vedette Lioudmila Gourtchenko. Après cela, il ne reprend la place derrière la caméra que pour les besoins de l'industrie publicitaire et de vidéo musicale.
En 1998, on le retrouve sous les traits d'un jeune homme étrange prénommé Vlad dans le film culte de Garik Soukatchev La crise de l'âge mûr. Il enchaine avec 8 ½ $ de Grigori Konstantinopolski, où il joue deux rôles, dont un caméo. Puis il apparait dans la comédie du Nouvel An La Vitrine (2000) de Dmitri Ivanov.
Il devient le prince Mychkine dans Down House, une version parodique de L'Idiot de Fiodor Dostoïevski de Roman Katchanov Jr. sortie en 2001. La même année une nouvelle collaboration avec Tigran Keosayan lui fait de nouveau endosser le rôle de militaire, cette fois dans la série télévisée Travail d'homme (Мужская работа) où il interprète le vétéran de la guerre d'Afghanistan.
Du 7 septembre 2002 au 28 août 2004, sur la chaine STS, il anime l'émission Kreslo (en russe Кресло qui signifie littéralement « Fauteuil » en français), l'équivalent russe de la Zone rouge. Il sera récompensé en 2003 par le prix TEFI dans la catégorie du meilleur animateur de l'émission de divertissement. Il présente deux premières saisons de l'émission de télé réalité Ty - supermodel qui reprend le concept de Top Model USA en 2004. À partir du mois d'août 2005, il présente sur la chaine STS l'émission hebdomadaire Kino v detaliakh (Кино в деталях) consacrée aux actualités cinématographiques internationales.
Avec Konstantin Ernst et Ilia Batchourine, il fonde Glavkino (en), une société de production et distribution audiovisuelle dont le siège social se trouve dans l'oblast de Moscou.
En juin 2017, l'agence de presse RIA Novosti annonce que Fiodor Bondartchouk projette le tournage du film Les Vacances à Vienne d'après l’œuvre originale d'Edouard Volodarski et Vladimir Vyssotski écrite dans les années 1970.

## Famille
Fiodor Bondartchouk était marié avec Svetlana Roudskaïa (née le 17 décembre 1968), mannequin, animatrice de télévision et rédacteur en chef du magazine Hello!. Le couple divorce en 2016, après vingt-cinq ans de vie commune. Ensemble ils ont un fils, Sergueï (1991), et une fille, Varvara (née le 5 mai 1999).

## Filmographie

### Réalisateur
- 2005 : Le 9e escadron (9 рота, 9 rota)
- 2009 : Battlestar Rebellion (Обитаемый остров, Obitaemyy ostrov)
- 2013 : Stalingrad (Сталинград)
- 2017 : Attraction (Притяжение, Pritiajenie)
- 2019 : Invasion (Вторжение,Vtorzhenie)
- 2020 : Psycho (Псих,Psikh) (série télévisée)

### Acteur
- 1986 : Boris Godounov de Sergueï Bondartchouk : le tsarévitch Fédor
- 1989 : Stalingrad (Сталинград) : Ivan
- 1989 : Rêve d'un matin d'été : Fédor
- 1993 : Les anges de la mort : Ivan
- 1997 : Le Démon de midi
- 1999 : Huit Dollars et demi (Восемь с половиной долларов) de Grigori Konstantinopolski
- 2000 : La vitrine
- 2001 : Down House : le prince Mychkine
- 2002 : En mouvement :
- 2004 : Les Nôtres (Свои) : le commissaire
- 2005 : Le 9e escadron : Khokhol (l'Ukrainien)
- 2005 : 180 et plus d'Alexandre Strijenov : Savik
- 2005 : Le Conseiller d'État (Статский советник) de Filipp Yankovsky : Bourtchynski
- 2005 : Datcha à vendre
- 2005 : Travail d'homme
- 2005 : 9 mois
- 2007 : 7 cabines
- 2007 : Je reste : l'instructeur
- 2007 : Kilomètre zéro (Нулевой километр) de Pavel Sanaïev (ru)
- 2007 : Lustre
- 2007 : 1814
- 2008 : L'Amiral
- 2009 : Bonheur sauvage
- 2009 : Battlestar Rebellion : le procureur
- 2012 : L'Espion (Шпион, Chpion) de Alexeï Andrianov : Oktiabrski
- 2015 : L'Incroyable Destin de Savva de Maxim Fadeev (voix)
- 2015 : Le Fantôme (Призрак, Prizrak) d'Aleksandr Voytinskiy : Yuri Gordeev
- 2015 : Le Guerrier (Воин, Voin) de Alexeï Andrianov : Andreï Rodine
- 2016 : Ded Moroz. Bitva Magov d'Aleksandr Voytinskiy : Père Frost / Miran Morozov
- 2017 : De l'amour 2 : Seulement pour adultes (Про любовь 2. Только для врозлых) d'Anna Melikian : Igor
- 2018 : Selfie
- 2020 : Sputnik - Espèce inconnue  (Спутник)
- 2024 : D'ici cent ans (Сто лет тому вперёд) d'Alexandre Andriouchtchenko

### Producteur
- 2006 : Chaleur
- 2009 : Battlestar Rebellion

### Scénariste
- 1989 : Rêve d'un matin d'été (Œuvre de diplôme)
- 2005 : Le 9e escadron
- 2009 : Battlestar Rebellion